# KF Tërbuni Pukë
KF Tërbuni Pukë é uma equipe albanês de futebol com sede em Pukë. Disputa a primeira divisão da Albânia (Superliga Albanesa).
Seus jogos são mandados no Ismail Xhemali Stadium, que possui capacidade para 1.950 espectadores.

## História

### História inicial
O clube foi fundado em 1936, mas não estava ativo até a década de 1940. Eles competiram pela primeira vez em um campeonato nacional em 1949, onde participaram do campeonato da segunda divisão. Em sua campanha principal, eles competiram no grupo 3 de 13, que contou com Kopliku, Lezha e o Shkodër empresa agrícola, onde o clube competiu sob o nome Puka. Durante a campanha de 1949, eles não passaram da primeira fase da competição, já que Kopliku e Lezha avançaram para a segunda fase, com Lezha terminando como campeão conjunto ao lado do Spartaku Pogradec. No ano seguinte, o clube competiu no campeonato da segunda divisão novamente, desta vez sendo eliminado na primeira rodada por Kopliku, que os derrotou por 5–3 no total após uma vitória por 4–3 e 1–0. Em 1950, a ditadura comunista forçou os clubes esportivos da Albânia a mudar seu nome para Puna, que se traduz literalmente como trabalho, e em 1951 o clube competiu no grupo da segunda divisão sob o nome Puna Pukë ao lado do Dinamo Shkodër, Puna Kukës, Puna Lezhë e Spartaku Lezhë, onde Puna Lezhë terminou como grupo e avançou para a próxima rodada da competição. Eles não jogariam outra partida oficial até 1954, onde estavam no grupo 1 novamente na segunda divisão, desta vez ao lado de Dinamo Kukës, Dinamo Shkodër, Puna Lezhë, Spartaku Shkodër e a fábrica de tabaco Vasil Shanto, onde o Dínamo Shkodër venceu o grupo .

## Elenco
Nota: Bandeiras indicam equipe nacional, conforme definido pelas regras de elegibilidade da FIFA. Os jogadores podem ter mais de uma nacionalidade não-FIFA.
| N.º |            | Posição | Jogador              |
| --- | ---------- | ------- | -------------------- |
| 1   | Montenegro | G       | Vladan Giljen        |
| 3   | Albânia    | A       | Elis Kabuni          |
| 5   | Albânia    | D       | Izmir Pelinku        |
| 6   | Albânia    | D       | Bruno Kepi           |
| 7   | Albânia    | D       | Arbër Mone           |
| 8   | Albânia    | M       | Xhynejt Çutra        |
| 9   | Albânia    | M       | Amir Tafa            |
| 10  | Albânia    | A       | Mustafa Agastra      |
| 12  | Albânia    | G       | Kejdi Myrta          |
| 12  | Albânia    | G       | Bruno Bejleri        |
| 13  | Albânia    | D       | Vilson Lila          |
| 14  | Montenegro | D       | Miroslav Kaluđerović |
| 15  | Albânia    | M       | Anton Grishi         |
| 16  | Albânia    | M       | Herald Marku         |

| N.º |            | Posição | Jogador           |
| --- | ---------- | ------- | ----------------- |
| 17  | Albânia    | M       | Bedri Greca       |
| 19  | Albânia    | M       | Abaz Karakaçi     |
| 20  | Albânia    | A       | Taulant Marku     |
| 21  | Albânia    | D       | Sadush Danaj      |
| 14  | Albânia    | D       | Anton Bashaj      |
| 26  | Albânia    | A       | Donald Lari       |
| —   | Albânia    | M       | Klodian Sulollari |
| —   | Albânia    | M       | Gerald Tusha      |
| —   | Albânia    | A       | Endri Lala        |
| —   | Albânia    | D       | Julian Brahja     |
| —   | Albânia    | D       | Ervin Rexha       |
| —   | Albânia    | M       | Orgest Gava       |
| —   | Albânia    | A       | Julian Gerxho     |
| —   | Montenegro | D       | Blažo Rajović     |

## Presidentes
| Nome         | Período   | Títulos |
| ------------ | --------- | ------- |
| Petrit Syla  | 2007–2010 |         |
| Petrit Syla  | 2011–2012 |         |
| Arben Frroku | 2012–2013 |         |
| Grand Frroku | 2013–     |         |